# Bummed
Az 1988-as Bummed a Happy Mondays második nagylemeze. 2007. november 5-én a Warner kiadott egy 2 CD-s változatot, mely az eredeti album mellett remixeket is tartalmazott.
2006-ban a Q magazin A '80-as évek 40 legjobb albuma listáján a 18. helyet foglalta el. Szerepel az 1001 lemez, amit hallanod kell, mielőtt meghalsz című könyvben.

## Az album dalai
|     | Cím                | Szerző(k)     | Hossz |
| --- | ------------------ | ------------- | ----- |
| 1.  | Country Song       | Happy Mondays | 3:24  |
| 2.  | Moving in With     | Happy Mondays | 3:36  |
| 3.  | Mad Cyril          | Happy Mondays | 4:36  |
| 4.  | Fat Lady Wrestlers | Happy Mondays | 3:25  |
| 5.  | Performance        | Happy Mondays | 4:09  |
| 6.  | Brain Dead         | Happy Mondays | 3:10  |
| 7.  | Wrote for Luck     | Happy Mondays | 6:05  |
| 8.  | Bring a Friend     | Happy Mondays | 3:45  |
| 9.  | Do It Better       | Happy Mondays | 2:29  |
| 10. | Lazytis            | Happy Mondays | 2:48  |

## Közreműködők
- Shaun Ryder – ének
- Paul "Horse" Ryder – basszusgitár
- Mark "Cow" Day – gitár
- Paul Davis – billentyűk
- Gary Whelan – dob
- Mark "Bez" Berry – bez

## Fordítás
Ez a szócikk részben vagy egészben a Bummed című angol Wikipédia-szócikk ezen változatának fordításán alapul.  Az eredeti cikk szerkesztőit annak laptörténete sorolja fel. Ez a jelzés csupán a megfogalmazás eredetét és a szerzői jogokat jelzi, nem szolgál a cikkben szereplő információk forrásmegjelöléseként.